# LNB Pro A 2003-04
La LNB Pro A 2003-2004 fue la edición número 82 de la Pro A, la máxima competición de baloncesto de Francia. La temporada regular empezó el 3 de octubre de 2003 y acabó el 11 de junio de 2004. Los ocho mejor clasificados accederían a los playoffs, mientras que el Besançon Basket y el CSP Limoges descenderían a la Pro B.
El campeón sería por novena vez en su historia el ÉB Pau-Orthez tras derrotar al BCM Gravelines en la final a doble partido.

## Equipos 2003-04
| Equipo                   | Ciudad              | Pabellón                                | Capacidad |
| ------------------------ | ------------------- | --------------------------------------- | --------- |
| Besançon Basket          | Besançon            | Palais des Sports de Besançon           | 4000      |
| JL Bourg-en-Bresse       | Bourg-en-Bresse     | Salle des Sports                        | 2300      |
| ÉS Chalon-sur-Saône      | Chalon-sur-Saône    | Le Colisée                              | 4070      |
| Cholet Basket            | Cholet              | La Meilleraie                           | 5191      |
| JDA Dijon                | Dijon               | Palais des Sports Jean-Michel Geoffroy  | 4600      |
| BCM Gravelines Dunkerque | Gravelines          | Sportica                                | 3500      |
| Hyères Toulon Var Basket | Hyères – Toulon     | Palais des Sports de Toulon Espace 3000 | 4700 2200 |
| STB Le Havre             | Le Havre            | Salle des Docks Océane                  | 3598      |
| Le Mans Sarthe Basket    | Le Mans             | Antarès                                 | 6003      |
| CSP Limoges              | Limoges             | Palais des sports de Beaublanc          | 5516      |
| ASVEL Basket             | Lyon – Villeurbanne | Astroballe                              | 5643      |
| SLUC Nancy Basket        | Nancy               | Palais des Sports Jean Weille           | 6027      |
| Paris Basket Racing      | París               | Stade Pierre-de-Coubertin               | 4200      |
| Élan Béarnais Pau-Orthez | Pau-Orthez          | Palais des Sports de Pau                | 7813      |
| Reims Champagne Basket   | Reims               | Complexe Sportif René Tys               | 3000      |
| Chorale Roanne Basket    | Roanne              | Halle André Vacheresse                  | 3300      |
| Strasbourg IG            | Strasbourg          | Rhénus Sport                            | 6200      |
| Jeanne d'Arc Vichy       | Vichy               | Palais des Sports Pierre Coulon         | 3300      |

## Resultados

### Temporada regular
|     | Equipo                   | J  | G  | P  | PF   | PC   | Pts | Clasificación       |
| --- | ------------------------ | -- | -- | -- | ---- | ---- | --- | ------------------- |
| 1.  | Le Mans Sarthe Basket    | 34 | 27 | 7  | 2785 | 2467 | 61  | playoff             |
| 2.  | Élan Béarnais Pau-Orthez | 34 | 26 | 8  | 2985 | 2628 | 60  | playoff             |
| 3.  | ÉS Chalon-sur-Saône      | 34 | 25 | 9  | 2685 | 2555 | 59  | playoff             |
| 4.  | Cholet Basket            | 34 | 22 | 12 | 2681 | 2654 | 56  | playoff             |
| 5.  | BCM Gravelines Dunkerque | 34 | 21 | 13 | 2730 | 2547 | 55  | playoff             |
| 6.  | STB Le Havre             | 34 | 20 | 14 | 2646 | 2612 | 54  | playoff             |
| 7.  | Strasbourg IG            | 34 | 20 | 14 | 2991 | 2980 | 54  | playoff             |
| 8.  | JDA Dijon                | 34 | 18 | 16 | 2870 | 2782 | 52  | playoff             |
| 9.  | SLUC Nancy Basket        | 34 | 17 | 17 | 2831 | 2776 | 51  |                     |
| 10. | Reims Champagne Basket   | 34 | 16 | 18 | 2823 | 2909 | 50  |                     |
| 11. | ASVEL Basket             | 34 | 14 | 20 | 2582 | 2548 | 48  |                     |
| 12. | Jeanne d'Arc Vichy       | 34 | 14 | 20 | 2798 | 2915 | 48  |                     |
| 13. | Paris Basket Racing      | 34 | 13 | 21 | 2604 | 2562 | 47  |                     |
| 14. | Hyères Toulon Var Basket | 34 | 13 | 21 | 2729 | 2848 | 47  |                     |
| 15. | JL Bourg-en-Bresse       | 34 | 13 | 21 | 2645 | 2832 | 47  |                     |
| 16. | Chorale Roanne Basket    | 34 | 11 | 23 | 2762 | 2915 | 45  |                     |
| 17. | Besançon Basket          | 34 | 9  | 25 | 2553 | 2894 | 43  | Promoción ProA/ProB |
| 18. | CSP Limoges              | 34 | 7  | 27 | 2531 | 2807 | 41  | Desciende a Pro B   |

## Playoff
|  | Cuartos de final | Cuartos de final         | Cuartos de final |                          |    | Semifinales              | Semifinales | Semifinales |  |    | Final                    | Final | Final |  |
|  |                  |                          |                  |                          |    |                          |             |             |  |    |                          |       |       |  |
|  |                  |                          |                  |                          |    |                          |             |             |  |    |                          |       |       |  |
|  | 1.               | Le Mans Sarthe Basket    | 2                |                          |    |                          |             |             |  |    |                          |       |       |  |
|  | 1.               | Le Mans Sarthe Basket    | 2                |                          |    |                          |             |             |  |    |                          |       |       |  |
|  | 8.               | JDA Dijon                | 0                |                          |    |                          |             |             |  |    |                          |       |       |  |
|  | 8.               | JDA Dijon                | 0                |                          | 1. | Le Mans Sarthe Basket    | 1           |             |  |    |                          |       |       |  |
|  |                  |                          |                  |                          | 1. | Le Mans Sarthe Basket    | 1           |             |  |    |                          |       |       |  |
|  |                  |                          | 5.               | BCM Gravelines Dunkerque | 2  |                          |             |             |  |    |                          |       |       |  |
|  | 4.               | Cholet Basket            | 5.               | BCM Gravelines Dunkerque | 2  | 0                        |             |             |  |    |                          |       |       |  |
|  | 4.               | Cholet Basket            |                  |                          |    |                          |             |             |  |    |                          |       |       |  |
|  | 5.               | BCM Gravelines Dunkerque | 2                |                          |    |                          |             |             |  |    |                          |       |       |  |
|  | 5.               | BCM Gravelines Dunkerque | 2                |                          |    |                          |             |             |  | 5. | BCM Gravelines Dunkerque | 0     |       |  |
|  |                  |                          |                  |                          |    |                          |             |             |  | 5. | BCM Gravelines Dunkerque | 0     |       |  |
|  |                  |                          | 2.               | Élan Béarnais Pau-Orthez | 2  |                          |             |             |  |    |                          |       |       |  |
|  | 2.               | Élan Béarnais Pau-Orthez | 2.               | Élan Béarnais Pau-Orthez | 2  | 2                        |             |             |  |    |                          |       |       |  |
|  | 2.               | Élan Béarnais Pau-Orthez |                  |                          |    |                          |             |             |  |    |                          |       |       |  |
|  | 7.               | Strasbourg IG            | 0                |                          |    |                          |             |             |  |    |                          |       |       |  |
|  | 7.               | Strasbourg IG            | 0                |                          | 2. | Élan Béarnais Pau-Orthez | 2           |             |  |    |                          |       |       |  |
|  |                  |                          |                  |                          | 2. | Élan Béarnais Pau-Orthez | 2           |             |  |    |                          |       |       |  |
|  |                  |                          | 3.               | ÉS Chalon-sur-Saône      | 1  |                          |             |             |  |    |                          |       |       |  |
|  | 3.               | ÉS Chalon-sur-Saône      | 3.               | ÉS Chalon-sur-Saône      | 1  | 2                        |             |             |  |    |                          |       |       |  |
|  | 3.               | ÉS Chalon-sur-Saône      |                  |                          |    |                          |             |             |  |    |                          |       |       |  |
|  | 6.               | STB Le Havre             | 1                |                          |    |                          |             |             |  |    |                          |       |       |  |
|  | 6.               | STB Le Havre             | 1                |                          |    |                          |             |             |  |    |                          |       |       |  |
|  |                  |                          |                  |                          |    |                          |             |             |  |    |                          |       |       |  |

### Premios de la LNB
MVP de la temporada regular
- MVP extranjero :  Rick Hughes (Strasbourg IG)
- MVP francés :  Laurent Foirest (Élan Béarnais Pau-Orthez)

Mejor jugador joven
- Pape-Philippe Amagou (Le Mans Sarthe Basket)

Mejor defensor
- Thierry Rupert (Strasbourg IG)

Mejor entrenador
- Vincent Collet (Le Mans Sarthe Basket)